# Satara
Satara é um género de traça pertencente à família Arctiidae.